# Montignac (Gironda)
Montignac è un comune francese di 138 abitanti situato nel dipartimento della Gironda nella regione della Nuova Aquitania.

## Società

### Evoluzione demografica
Abitanti censiti